# Xanthograpta glycychroa
Xanthograpta glycychroa là một loài bướm đêm thuộc họ Noctuidae. Nó là loài đặc hữu của đảo Thursday.